# Mary và đóa hoa phù thủy
Mary và Đóa hoa phù thủy (Nhật: メアリと魔女の花 Hepburn: Meari to Majo no Hana) là một bộ phim hoạt hình Nhật Bản thuộc thể loại siêu nhiên ra mắt năm 2017 và được đạo diễn bởi Yonebayashi Hiromasa và sản xuất bởi Studio Ponoc của đài Nippon Television Network, các đối tác của đoàn làm phim Mary và Đóa hoa phù thủy, và được phân phối bởi Toho. Nội dung dựa trên tiểu thuyết The Little Broomstick của Mary Stewart. Đây là bộ phim đầu tiên do Studio Ponoc sản xuất. Bộ phim kể về câu chuyện một cô gái tên là Mary và chuyến hành trình đi tìm bông Hoa Kỳ bí có thể cho cô sức mạnh trở thành phù thủy chỉ trong một đêm. Phim được phát hành tại Nhật Bản vào ngày 8 tháng 7 năm 2017 và tại Việt Nam trong liên hoan phim Nhật Bản 2018. Trong phiên bản tiếng Anh của phim, ban đầu được phát hành tại Hoa Kỳ vào ngày 19 tháng 1 năm 2018 với phụ đề tiếng Anh, sau đó có thông báo về các nhân vật lồng tiếng tiếng Anh cho phim bao gồm Ruby Barnhill, Kate Winslet và Jim Broadbent. Phim được công chiếu tại Việt Nam tại Liên hoan phim Nhật Bản năm 2018.

## Nội dung
Một ngọn lửa bùng cháy khi những người công nhân đang cố điều khiển chúng. Một cô gái tóc đỏ bỏ trốn với chiếc túi nhỏ đeo bên hông, nhưng nhanh chóng bị phát hiện và đuổi theo. Nhóm người đó hoá thân thành nước, thành những sinh vật giống như chim, đuổi theo cô gái đang trốn thoát trên không trung bằng cây chổi bay.
Nhưng rồi, một vụ nổ màu xanh và lớn bao phủ lấy những sinh vật đó, và cô gái rớt khỏi cây chổi và chiếc túi nhỏ bật mở. Những hạt giống nhỏ bên trong đó rớt xuống khu rừng, khiến cây cối trong đó phát triển nhanh chóng, và biến những chú chim non thành chim trưởng thành rồi tung cánh bay đi. Chiếc chổi bay cũng nhanh chóng bị nuốt chửng bởi những rễ cây khổng lồ.
-
Cô bé nhỏ Mary Smith chuyển đến Anh Quốc, vùng đất của dì cả Charlotte. Một cô gái khô khan, khó gần cố gắng làm những việc vặt để khiến bản thân mình trở nên hữu ích hơn, nhưng cô bé cứ chỉ tạo ra những mớ lộn xộn. Một cậu bé chung làng tên là Peter thường xuyên chọc cô bé vì sự ngốc nghếch và mái tóc đỏ hoang dại mà cô thấy rất ghét ở chính bản thân mình.
Tib và Gib là cặp mèo của Peter, dẫn Mary đến những bông hoa toả sáng lạ thường. Zebedee, một người làm vườn mẫn cán, đặt tên cho những bông hoa đó là "bay-về-đêm"; truyền thuyết kể ra những phù thủy truy tìm những bông hoa này để tạo ra sức mạnh phù phép. Ngày tiếp theo, Gib biến mất và Mary đi cùng với Tib để tìm Gib. Tib dẫn cô bé tới một cây chổi bị mắc kẹt giữa những rễ cây. Mary giải phóng cho cây chổi đó, nhưng lại vô tình chạm vào những hạt của những bông hoa "bay-về-đêm" bên cạnh đó. Những bông hoa giải phóng sức mạnh ma thuật trong hình dạng những tia sáng màu xanh dương, hồi lại sức mạnh cho cây Chổi Tí Hon bay và giúp Mary có thể bay như một phù thủy. Cây chổi thần bé nhỏ mang theo Mary và Tib ra khỏi khu rừng rồi vút nhanh lên vô vàn toà nhà ẩn hiện sau những đám mây. Flanagan, chú cáo trông quản những cây chổi thần của học sinh, la mắng cô bé vì đã làm ngã rớt cây chổi của mình và nói rằng cô ta đang ở học viện phép thuật Endor dành cho những phù thủy.
Bà hiệu trưởng của trường là Madame Mumblechook tưởng nhầm rằng Mary là học sinh mới còn Tib là bạn đồng hành, và đưa cô bé đi một vòng giới thiệu trường. Đây là một ngôi trường có công nghệ hiện đại và tiện nghi, nơi mà các phù thủy học phép thuật bên cạnh các lĩnh vực khoa học khác, tiêu biểu như hóa học. Trong lần giới thiệu trường này, bà Madame đã giới thiệu Mary với tiến sĩ Dee, một giáo viên hóa học dan tiếng của trường. Mary nhận ra rằng bản thân có thể sử dụng phép thuật siêu việt như thuật tàng hình. Madame và tiến sĩ Dee đều tin rằng Mary là tài năng hiếm có vì màn trình diễn cũng như mái tóc đỏ của cô, khiến cô được cho là dấu hiệu của những pháp sư giỏi nhất.
Tại văn phòng của bà Madame, Mary tìm thấy một cuốn sách phép thuật giấu sau một bức tranh vẽ hình những hạt "bay-về-đêm". Mary thừa nhận rằng sức mạnh thần kì mà cô có được là nhờ những bông hoa "bay-về-đêm" đó, và sự thật rằng chú mèo Tib là của Peter. Thái độ của bà Madame đối với Mary bỗng dưng thay đổi và tra khảo Mary nguồn gốc của những bông hoa đó. Mary sợ bị phát hiện đã lấy cuốn sách phép thuật đó nên đã giấu vào trong túi và nói dối rằng Peter là người sở hữu những bông hoa đó và bà hiệu trưởng đã để cho Mary về nhà. Sức mạnh phép thuật của những hạt "bay-về-đêm" trao cho Mary hết hiệu lực trước khi hoàng hôn và Mary may mắn vừa kịp an toàn trở về nhà. Đêm đó, bà Madame gửi thư cho Mary báo rằng bà là người đã bắt cóc Peter, và yêu cầu Mary đem giao nộp những hạt "bay-về-đêm" đó cho bà. Mary cùng Tib bay trở lại học viện Endor cùng với những bông hoa và Mary để lại cây Chổi Tí Hon ở trước cửa trường. Madame và tiến sĩ Dee đã lừa Mary để lấy những bông hoa và tống cô bé vào trong phòng thí nghiệm, nơi giam giữ những động vật thí nghiệm cho phép biến đổi động vật của tiến sĩ Dee. Mary tìm thấy Peter cũng bị nhốt trong phòng thí nghiệm và phát hiện ra tiến sĩ Dee thí nghiệm trên nhiều loài động vật và biến chúng thành những hình dạng kì dị khác nhau, và trong đó có cả cô mèo Gib. Trong cuốn sách phép thuật, Mary tìm thấy một phép thuật có thể xoá bỏ tất cả các phép thuật và ngay lập tức các loài động vật trở lại hình dáng bình thường cũng như phép thuật khoá cửa phòng thí nghiệm cũng được mở ra. Trong lúc tất cả cùng chạy trốn khỏi ngôi trường thì bà hiệu trưởng và tiến sĩ Dee phát hiện ra Mary và Peter đang còn đứng ở ban công. Vừa lúc Flanagan bay tới đem cây chổi thần và mắng Mary vì vứt nó lung tung. Cả hai cùng chạy trốn nhưng bà Madame đã kịp thời dùng phép thuật giữ chân Peter trở lại.
Chổi Tí Hon đưa Mary đến một căn nhà bỏ hoang trên một hòn đảo. Cây chổi mở cửa cho Mary và cô đi vào căn nhà. Trong căn nhà đó, cô tìm thấy một cuốn sổ ghi chép lại những thuật biến hình các loài động vật mà Mary đã thấy trong phòng thí nghiệp của tiến sĩ Dee. Trong phòng có một tấm gương và khi Mary chạm vào nó, nó kích hoạt cho phép Mary giao tiếp được với dì cả Charlotte. Bà Charlotte thú nhận với Mary rằng ngôi nhà bỏ hoang đấy chính là nơi ở trước kia của bà và bà chính là nữ sinh có mái tóc đỏ trốn thoát khỏi học viện Endor ở đầu phim. Bà bắt đầu kể lại quá khứ của mình khi còn ở học viện Endor cùng bà hiệu trưởng Madame và tiến sĩ Dee. Một ngày, bà Charlotte tìm thấy bông hoa "bay-về-đêm" ở trong khuôn viên của trường và đem cho bà Madame và tiến sĩ Dee xem. Sau khi biết được sức mạnh thần kì của bông hoa đó, bà Madame và tiến sĩ Dee sử dụng bông hoa vào dự án biến hoá tất cả con người để đều có thể trở thành phù thủy. Nhưng rồi dự án thí nghiệm đã thất bại thảm hại gây cháy phòng thí nghiệm, Charlotte đã quyết định trốn thoát khỏi học viện Endor, mang theo những bông hoa để không xảy ra sự việc tội tệ này lần nữa. Sau đó, bà Charlotte đưa cho Mary bông hoa cuối cùng và cầu xin cô bé sử dụng nó để trở về nhà, nhưng Mary đã quyết định sẽ quay lại để cứu Peter.
Khi Mary đang cố gắng tìm đường về lại Endor thì bà Madame đã đuổi theo để đòi lại cuốn sách phép thuật. Trong cuộc rượt đuổi trên không đó, bà Madame đã cướp được cuốn sách và Mary ngã xuống một hòn đảo, nơi đặt phòng thí nghiệm. Chổi Tí Hon bị gãy và phép thuật của bông hoa cũng biến mất. Mary cố gắng leo trèo trên hòn đảo để lại gần phòng thí nghiệm và thấy bà Madame và tiến sĩ Dee đang cố gắng sử dụng bông hoa để biến Peter trở thành một phù thủy. Cuộc thí nghiệm lại thất bại lần nữa, bỏ mặc Peter bị mắc kẹt trong một con quái vật được tạo ra từ thí nghiệm thất bại đang tàn phá mọi thứ và phun những dòng chảy phép thuật trên đường nó đi. Mary lấy được cuốn sách phép thuật từ bà Madame sau khi bà bị hút hết sức mạnh. Mary đã cố gắng phá lồng thí nghiệm để lấy được bông hoa "bay-về-đêm" cuối cùng. Sau khi Mary có lại được phép thuật, cô sử dụng phép "hoàn phép thuật" lên Peter. Cô đã không thể chạm tới con quái vật, nhưng khi nhận ra bây giờ Peter cũng có thể sử dụng phép thuật, và Mary đã nắm lấy tay của Peter đang với ra từ con quái vật và đưa cho cậu ta phép thuật để hoàn phép thuật. Sau đó, phép thuật đã hoàn lại thí nghiệm thất bại cũng như toàn bộ công trình nghiên cứu của bà Madame và tiến sĩ Dee. Phòng thí nghiệm bị phá huỷ.
Mary tỉnh dậy trong đống đổ nát của phòng thí nghiệm. Flanagan trở lại đưa cây chổi cho Mary sau khi đã sửa xong nó, và la mắng cô vì tội vứt cây chổi lung tung. Mary và Peter lên Chổi Tí Hon để cùng trở về nhà. Trong lúc bay, Peter thấy còn một bông hoa phù thủy vương trên tóc của Mary. Cô vứt nó đi, nói rằng cô không cần đến phép thuật nữa. Bông hoa phù thủy cuối cùng tan biến trong không gian, kết thúc sự tồn tại của bông hoa phù thủy.
Trong credits của phim, Mary đã trở về nhà, đang trên đường đi học cùng với Peter. Chổi Tí Hon được đặt tựa vào tường tại trang viên ở nhà.

## Lồng tiếng
| Nhân vật                                       | Diễn viên lồng tiếng Nhật | Diễn viên lồng tiếng Anh |
| ---------------------------------------------- | ------------------------- | ------------------------ |
| Mary                                           | Sugisaki Hana             | Ruby Barnhill            |
| Peter                                          | Kamiki Ryunosuke          | Louis Ashbourne Serkis   |
| Madame Mumblechook                             | Amami Yūki                | Kate Winslet             |
| Tiến sĩ Dee                                    | Kohinata Fumiyo           | Jim Broadbent            |
| Phù thủy tóc đỏ (bà Charlotte thời niên thiếu) | Mitsushima Hikari         | Teresa Gallagher         |
| Flanagan                                       | Sato Jiro                 | Ewen Bremner             |
| Zebedee                                        | Endō Kenichi              | Rasmus Hardiker          |
| Banks                                          | Watanabe Eriko            | Morwenna Banks           |
| Charlotte                                      | Otake Shinobu             | Lynda Baron              |

## Âm nhạc
Nhà soạn nhạc Takatsugu Muramatsu chịu trách nhiệm soạn nhạc cho phim Mary và Đóa hoa phù thủy; ông cũng là người soạn nhạc cho bộ phim cuối cùng của Yonebayashi Omoide no Marnie.

## Công chiếu
Mary và Đóa hoa phù thủy ra mắt tại Nhật Bản vào ngày 8 tháng 7 năm 2017 bởi nhà phân phối Toho, được công chiếu tại 458 rạp chiếu trên khắp Nhật Bản. Altitude Film Sales thông báo tại Liên hoan phim hoạt hình quốc tế Berlin về việc mua bản quyền phát hành của bộ phim, và sẽ công chiếu tại Anh. Madman Entertainment thông báo phát hành tại Úc và New Zealand, và sẽ công chiếu lần đầu bộ phim tại sự kiện Liên hoan Anime Madman tổ chức tại Melbourne vào ngày 5 tháng 11 năm 2017. GKIDS sau đó cũng thông báo về việc phân phối bộ phim tại Bắc Mỹ, cùng màn chạy đua một tuần cho giải Oscar vào ngày 1 tháng 12 năm 2017, công chiếu giới hạn vào ngày 18 tháng 1 năm 2018, và công chiếu rộng rãi vào ngày 19 tháng 1 năm 2018. Altitude (nhà phân phối phim của Anh) công bố vào đầu tháng 3 năm 2018, bộ phim sẽ có công chiếu đặc biệt tại các rạp phim của Vue Cinemas vào ngày 10 tháng 4 năm 2018 trước khi công chiếu rộng rãi tại Anh vào ngày 4 tháng 5 năm 2018.
Bản lồng tiếng Anh của bộ phim Mary và Đóa hoa phù thủy (với sự góp mặt của Ruby Barnhill, Kate Winslet, Jim Broadbent) được đạo diễn bởi Hiromasa Yonebayashi và sản xuất bản Geoffrey Wexler. Bản lồng tiếng Anh được thu âm vào tháng 9 năm 2017 tại London, và công chiếu lần đầu tại Los Angeles vào ngày 23 tháng 10 năm 2017.
Bộ phim được phát hành phiên bản DVD, Blu-ray, Digital HD và 4K Ultra HD bởi Walt Disney Japan vào ngày 20 tháng 3 năm 2018. Bộ phim được phát hành phiên bản DVD và Blu-ray tại North America bởi nhà phân phối truyền thông Universal Pictures Home Entertainment vào ngày 1 tháng 5 năm 2018. Nhà phân phối phim Altitude Film cũng chịu trách nhiệm phân phối các sản phẩm truyền thông tại Anh.

## Đón nhận

### Doanh thu phòng vé
Mary và Đóa hoa phù thủy đạt doanh thu $1,5 triệu tại Mỹ và Canada, $30,8 triệu tại các vùng lãnh thổ khác (tính cả $27,6 triệu tại Nhật Bản), tính tổng toàn thế giới đạt $32,3 triệu.
Tại Nhật Bản, phim ra mắt tại vị trí thứ hai, đạt doanh thu ¥428 triệu ($3.9 triệu) trong tuần đầu mở phòng vé; đây là bước tiến bộ so với tác phẩm trước của Yonebayashi Omoide no Marnie (2014), với doanh thu ¥378.86 triệu trong tuần đầu tiên.
Tại Mỹ, phim nhận được suất chiếu trước đặc biệt vào thứ 5 ngày 18 tháng 1 năm 2018 và đã đạt $1,2 triệu tại 573 rạp chiếu phim. Sau đó, phim tiếp tục được chiếu tại 161 rạp vào cuối tuần và đạt doanh thu $329 097, tổng doanh thu 4 ngày đạt $1,5 triệu.

### Đánh giá
Trên trang đánh giá phim Rotten Tomatoes, phim nhận được sự ủng hộ 84% từ 50 bình luận, và đạt điểm đánh giá trung bình là 6,8/10. Trong một bài đánh giá trên trang web này cho rằng, "Mary và Đóa hoa phù thủy ca ngợi phong cách cội nguồn của Studio Ghibli của đạo diễn với một câu chuyện hoạt hình xinh đẹp, nhẹ nhàng và được bao quanh bởi hoạt hoạ quyến rũ." Trên trang đánh giá Metacritic, phim được đánh giá với điểm trung bình là 75 trên 100, dựa trên 17 bài đánh giá, cho thấy "các bài đánh giá nhìn chung là tích cực".
Shelia O'Malley trên trang rogerebert.com đánh giá phim 3/4 sao và nhận định rằng "sự thiếu hụt đấu tranh nội tâm của Mary có thể là lí do khiến Mary và Đóa hoa phù thủy-bị thiếu hụt sự hồi hộp và gay cấn". Tuy nhiên, Moira Macdonald trên trang The Seattle Times cho rằng mặc dù phim "không hẳn là một siêu phẩm" và "biên kịch cần chau chuốt hơn", cô tóm gọn rằng phim vẫn là "một thú vui để xem: chuyến du hành đầy hình ảnh, và một sự kế thừa của một di sản đáng chú ý".